# Heil Bod
Heil Bod is het 103de stripverhaal van De Kiekeboes. De reeks wordt getekend door striptekenaar Merho. Het album verscheen in november 2004.

## Verhaal
Jens en Fanny komen in de problemen als ze in Burlesconië een reportage willen maken over Ronaldo Bod, de premier. Fanny belandt in de gevangenis en Jens is spoorloos verdwenen. Marcel, Charlotte en Konstantinopel reizen hen onmiddellijk achterna, om te achterhalen wat er gaande is. Ze mogen Fanny altijd maar even bezoeken in de gevangenis. Beetje bij beetje komen ze te weten wat er gebeurd is, en ontdekken ze wel een heel apart kantje aan de premier...

## Achtergronden bij het verhaal
- De titel "Heil Bod" is een woordspeling op de vissoort heilbot.
- De reclamespot die op alle tv-kanalen te zien is, verwijst naar de doe-het-zelfzaak Gamma, waarvoor Luk Wyns diverse komische tv- en radiospots opnam. Het mannetje op het scherm is een karikatuur van zijn typetje.
- Het land Burlesconië is een woordspeling op "burlesk" en Silvio Berlusconi.
- Ronaldo Bod, de premier van Burlesconië, die zijn macht via talloze televisiestations in handen heeft gekregen verwijst naar de Italiaanse premier en mediatycoon Silvio Berlusconi die eveneens diverse televisiestations, kranten en andere mediakanalen in handen had. Zijn uiterlijk lijkt dan weer geïnspireerd door de Belgische politicus Didier Reynders.
- De hoofdstad van Burlesconië, Acrapulco, is een woordspeling op Acapulco
- De doe-het-zelfzaak Gamco is een samentrekking van 2 doe-het-zelfzaken: Gamma en Brico.
- Het hoofdgebouw van Shitkom (woordspeling op "shit" en sitcom) lijkt op de oude Financietoren in Brussel.
- De naam van de Publibod directeur Jack Oetsi is een woordspeling op jacuzzi
- De naam van Blind Dave, de populairste zanger van Burlesconië, kan wijzen naar Blind Blake een van de andere beroemde bluesmuzikanten die "Blind" in de naam hebben
- Het jacht van Blind Dave heet "'t Kofschip", de mnemonische naam van de -d/-t regel in de Nederlandse taal
- In strook 55 staat er naast een lingeriezaak een "slipgevaar" bord, een woordspeling op slip